# Multiverse of Matches
Multiverse of Matches fue un evento de pago por visión (PPV) de lucha libre profesional producido por Impact Wrestling como parte de WrestleCon. Tuvo lugar el 1 de abril de 2022 en el Hotel Fairmount de Dallas, Texas, y fue el debut de la serie de eventos Multiverse de Impact. El evento contó con luchadores de promociones asociadas, como la National Wrestling Alliance (NWA) y New Japan Pro-Wrestling (NJPW).

## Producción
El 15 de febrero, Impact Wrestling anunció que realizarían dos eventos en WrestleCon el 1 de abril; Multiverse of Matches fue uno de estos eventos y presentaría a los luchadores de Impact en combates promocionales cruzados con otras promociones de lucha libre profesional. Se anunció que Multiverse of Matches se llevaría a cabo el 1 de abril de 2022 en el Hotel Fairmount de Dallas, Texas.

## Argumentos
En NWA PowerrrTrip, una grabación de televisión para NWA Powerrr celebrada el 12 de febrero, elCampeón de los Medios Digitales Matt Cardona derrotó a Trevor Murdoch para ganar el Campeonato Mundial Peso Pesado de la NWA. Luego sería confrontado por Nick Aldis (anteriormente conocido como Magnus durante su tiempo con Impact Wrestling, que a su vez se llamaba Total Nonstop Action Wrestling durante ese período), el hombre al que Murdoch venció para convertirse en el campeón, quien anunció que su cláusula de revancha para enfrentar a Cardona por el título en el evento de la Crockett Cup. En el evento, el 20 de marzo, Cardona ganaría el partido y retendría el título cuando el árbitro invitado especial Jeff Jarrett creyó erróneamente que la esposa de Aldis, Mickie James, le había dado un golpe bajo, cuando en realidad era la esposa de Cardona, Chelsea Green.  Aunque Green se había aliado con James, y esta última se había mantenido neutral en la rivalidad de su marido, Green traicionaría a James en el episodio del 24 de marzo de Impact. (que fue grabado antes de la Crockett Cup el 18 de marzo)  durante el combate por el Campeonato Mundial de Knockouts de Impact de este último contra Tasha Steelz, y se uniría a Cardona para atacarla después del partido. El 25 de marzo, se anunció que Aldis y James se unirían para enfrentar a Cardona y Green en una lucha por equipos intergénero en Multiverse of Matches.

## Resultados
- Trey derrotó a Blake Christian, Chris Bey, Jordynne Grace, Rich Swann y Vincent en un Ultimate X Match y retuvo el Campeonato de la División X de Impact (7:27).[11][12]
- Nick Aldis & Mickie James derrotaron a Matt Cardona & Chelsea Green (7:04).[10][11]
- Mike Bailey derrotó a Alex Shelley (15:03).[11][13]
- The Influence (Madison Rayne & Tenille Dashwood) derrotaron a Decay (Havok & Rosemary), Gisele Shaw & Lady Frost y Tasha Steelz & Savannah Evans y retuvieron el Campeonato Mundial en Parejas de Knockouts de Impact (9:02).[11][14]
- Tomohiro Ishii derrotó a Eddie Edwards (14:59).
- Josh Alexander & Jonah derrotaron a Moose & PCO (12:47).[11][15]
- Deonna Purrazzo derrotó a Faby Apache y retuvo el Campeonato Reina de Reinas de AAA (8:52).[11][16]
- Chris Sabin derrotó a Jay White (16:00).[11][17]
- The Good Brothers (Doc Gallows & Karl Anderson) derrotaron a The Briscoe Brothers (Jay Briscoe & Mark Briscoe) (9:46).[11][18]